# Peter Gentzel
Peter Gentzel (Göteborg, 12 de octubre de 1968) fue un jugador de balonmano sueco que jugaba como portero. Fue uno de los componentes de la Selección de balonmano de Suecia con la que ha disputado 224 partidos internacionales. Medía 1.99m y pesaba 101kg.

## Carrera deportiva
Tras varios años a la sombra de Mats Olsson y Tomas Svensson en la portería de la selección sueca, y habiendo formado parte importante del Redbergslids IK dominador de las competeciones suecas en la segunda mitad de los 90, se destapó internacionalmente en el Campeonato Europeo de Balonmano de 1998, donde conseguiría la medalla de oro y sería nombrado mejor portero de dicho campeonato.
Durante su última temporada en el Redbergslids IK se anunció su marcha al Club Balonmano Cantabria que encontraba en él a un sustituto para Jaume Fort. Llegado el Campeonato del Mundo de 1999, alternó la portería de selección sueca junto con Tomas Svensson, si bien este último fue el elegido para jugar de titular la final contra Rusia. A mitad de la primera parte Gentzel sustituyó a Svensson, siendo el jugador decisivo de aquella final propiciando que Suecia se alzara con su cuarto Campeonato del Mundo.
Tras una irregular campaña en Santander, firmaría con el BM Granollers, donde se encontraría con su amigo Ljubomir Vranjes y su compañero de selección Thomas Sivertsson. En Granollers tampoco sería capaz de cumplir las expectativas generadas ni igualar el rendimiento que alcanzaba con su selección, abandonando el club vallesano al finalizar su primera temporada, terminando su periplo en la Liga ASOBAL poniendo rumbo a la Bundesliga
En sus ocho temporadas en el HSG Nordhorn contribuiría activamente a la época dorada del mismo, con el que consiguió un subcampeonato de la Bundesliga en su primera temporada y disputando tres fases finales de la copa alemana, además de conseguir el primer y único título continental en la historia del club al alzarse con la Copa EHF en 2008.
Camino de los 41 años fichó por el THW Kiel donde compartiría portería con Thierry Omeyer, en una temporada en la que conseguiría el doblete liga y Copa de Europa. En la final de la Liga de Campeones 2009-10, Gentzel tuvo un secundario pero decisivo final en la misma al detener un decisivo lanzamiento de siete metros a Juanín García en los últimos segundos del partido.
Tras su retirada activa como jugador de balonmano, Gentzel formó parte del comité organizador del Campeonato del Mundo de 2011, que se disputó en Suecia.

## Equipos
- Redbergslids IK (1988-1999)
- Club Balonmano Cantabria (1999-2000)
- BM Granollers (2000-2001)
- HSG Nordhorn (2001-2009)
- THW Kiel (2009-2010)

## Palmarés
- Liga de Suecia 1989, 1993, 1995, 1996, 1997, 1998
- Copa de Suecia 1996, 1997, 1998
- Copa EHF 2008
- Bundesliga 2010
- Liga de Campeones 2010

## Méritos y distinciones
- Mejor portero del Campeonato Europeo de Balonmano 1998
- Mejor portero del Campeonato Europeo de Balonmano 2000
- Mejor portero del Campeonato Europeo de Balonmano 2002